# Strobilanthes guangxiensis
Strobilanthes guangxiensis là một loài thực vật có hoa trong họ Ô rô. Loài này được S.Z. Huang miêu tả khoa học đầu tiên năm 1986.